# 1669
Évszázadok: 16. század – 17. század – 18. század
Évtizedek: 1610-es évek – 1620-as évek – 1630-as évek – 1640-es évek – 1650-es évek – 1660-as évek – 1670-es évek – 1680-as évek – 1690-es évek – 1700-as évek – 1710-es évek
Évek: 1664 – 1665 – 1666 – 1667 –  1668 – 1669 – 1670 – 1671 – 1672 – 1673 – 1674

## Események

### Határozott dátumú események
- szeptember 6. – Kréta török ostrom alatt álló fővárosát, Kandiát védő velenceiek parancsnoka, Francesco Morosini aláírja a megadást jelentő okmányokat, és ezzel 465 év után a szigeten véget ért a velencei uralom. (Lásd: Kandiai háború)[1]

### Határozatlan dátumú események
- az év folyamán – Doszítheosz keszáriai érseket választják meg jeruzsálemi pátriárkának.[2]

## Születések
- július 2. – Károlyi Sándor előbb kuruc, majd császári-királyi tábornagy, a szatmári béke létrehozója († 1743)
- július 8. – Forgách Simon császári és királyi tábornok, kuruc tábornagy († 1729)
- december 16. – Joseph-Anne-Marie de Moyriac de Mailla francia jezsuita hittérítő, sinológus († 1748)

## Halálozások
- október 4. – Rembrandt Harmenszoon van Rijn (* 1606)
- december 9. – IX. Kelemen pápa (* 1600)[3]